# Movileni, Galați
Movileni là một xã thuộc hạt Galați, România. Dân số thời điểm năm 2002 là 3236 người.